# Crewe-by-Farndon
Crewe-by-Farndon – osada i były civil parish w Anglii, w hrabstwie ceremonialnym Cheshire, w dystrykcie (unitary authority) Cheshire West and Chester, w civil parish Farndon. Leży 15 km na południe od miasta Chester i 255 km na północny zachód od Londynu. W 2001 roku civil parish liczyła 16 mieszkańców. Crewe jest wspomniana w Domesday Book (1086) jako Creuhalle.